# 天王はるか
天王 はるか（てんおう はるか）は、メディアミックス作品『美少女戦士セーラームーン』に登場する架空の人物。
原作漫画第3部、『Crystal』第3期、初代テレビアニメ『S』から登場。DICエンターテイメントによる北米版の海外名はAmara Tenou（アマーラ・テンノウ）。

## 人物
セーラーウラヌスに変身する天才レーサー。原作漫画では男の姿と女の姿を行き来する人物で、初代テレビアニメでは男装の麗人として登場。すらっとした長身で、淡い金髪のベリーショートヘア（原作のみ銀髪）を持つ。セーラーネプチューンに変身する海王みちるとは「お似合いのカップル」と噂されている。
初登場時は私立無限学園の高等部1年生。常にみちると行動を共にし、デス・バスターズの本拠地である無限学園に潜入した。ワガママなお坊ちゃんタイプで、クールでキザな性格をしている。スポーツ万能で人当たりもよく女子にモテる。途中からは冥王せつな（セーラープルート）、土萠ほたる（セーラーサターン）を加えた四人で行動する。
高層マンションでみちると同棲している。原作によるとマンションの家賃は月100万で「パトロンがいるからお金には困らない」とのこと。幾原邦彦監督による初代テレビアニメでは、先に戦士に覚醒したみちると出会うエピソードが登場した。みちるとの肉体関係を仄めかすなどの描写は原作者の武内直子の提案で、武内の初期案の中ではるかが光でみちるが影と設定されていた。アメリカ版初代テレビアニメでは同性愛的な描写を抑えるため、みちるとは従姉妹同士という設定になっている。
中学生の頃は陸上競技、バスケットボール、フェンシング、ハンググライダーをしていた。初代テレビアニメではモトクロスレース優勝経験がある。車にも乗るが、数種類のバイクやヘリコプターの「天王丸」も所有している。原作の愛車は武内の好きなメタリックブルーのFerrari F512M、初代テレビアニメのイエローの愛車はTOYOTA 2000GTオープントップにそっくりだが左ハンドルでリアシートがある。
初代テレビアニメでは少なくとも高校1年の頃から、制服姿で愛車のスポーツカーを公道で走らせている。原作ではヘリコプターの送迎で無限学園に通学した（十番高校編入後はみちるを後ろに乗せた自転車通学）。初代テレビアニメではウラヌスの姿でネプチューンとヘリ移動していた。バンダイ版のミュージカルではヘリ送迎がネタとなっており、はるかはジャガーの自転車通学に、みちるは徒歩通学に変更されている。
ピアニストの才能があり、ヴァイオリニストが本業のみちると二重奏を披露した（初代テレビアニメはパーティー、原作はファンタスティック国際音楽祭）。初代テレビアニメにおけるウラヌスとネプチューンのテーマ曲「ウラヌス、そしてネプチューン」も二人をイメージしたバイオリンとピアノの二重奏である。

### プロフィール
プロフィールはほとんど原作のもの。
- 年齢：15〜17歳、23歳（原作ラスト）
- 誕生日：1月27日
- 誕生石：ガーネット
- 星座：水瓶座（水瓶座の守護星は天王星）
- 血液型：B型
- 好きな宝石：アンバー
- 好きな色：金色
- 好きな食べ物：サラダ
- 苦手な食べ物：納豆
- 好きな教科：体育
- 苦手な教科：現代文
- 苦手なもの：告白
- 趣味：ドライブ
- 特技：陸上、自動車競技
- 将来の夢：レーサー
- 経歴：都立十番高校→無限学園高等部→都立十番高校（原作）[注釈 2]

### 原作漫画
女の姿と男の姿では体つきが異なるため、男性にも女性にもなれると思われる。男性形態で初登場し、無限学園に男子高校生として潜入した。女性形態での一人称は「アタシ」、男性形態での一人称は「オレ」。ウラヌスに変身すると一人称は「あたし」になり、女性形態と男性形態を足した言葉遣いになる。性別で服装を使い分ける。
みちるとは肉体関係もあるようだが、恋人というよりは戦友に近い仲にある。無人の宇宙空間を単身警備する使命に生きていた前世では月のクイーンとプリンセスを心の支えにし、その生まれ変わり・月野うさぎを今度こそ守りたいと思っている。最初からタリスマンを所持し、通常なら出会わない外部太陽系セーラー戦士のタリスマンが三つ揃うと、セーラーサターンが目覚める。
クラウンで対面したうさぎを「まだまだコドモって感じでかわいかったよ」と気に入り、地場衛のように「おだんご」と呼んで普通の男子高校生を装い接触し続けた。ウラヌス形態は仮面とマントを装備して初登場、うさぎが変身するセーラームーンにいきなりキスをし、男性時もうさぎにキスしようとしたが未遂に終わる。うさぎに正体をバラすと性別を聞かれて「男とか、女とか、そんなに大切なコト？」と答えた。性別に囚われて能力を発揮しきれない武闘派の木野まことに男性体で柔道対決に勝ち、「女だから男に勝てなくて当然と思っていたら本当に大切な人を守れない」と激励。性別に縛られずに自分らしく生きる姿でまことに「憧れの女性」として認識される。
デス・バスターズとの戦いをめぐって四守護神にうさぎとの接触を禁止されるが、妖花テルルンに襲われた覚醒前の冥王せつな（セーラープルート）に共鳴して仲間に加えた。シプリンとプチロルとの戦いでは四守護神と敵対するが、セーラー戦士が心を一つにすることを願うセーラームーンに反応して「伝説の聖杯」にエナジーを注ぐ。前世の世界を破壊したセーラーサターンの覚醒前である土萠ほたるを殺そうとしたが、ミストレス9及びファラオ90の復活によるセーラームーンの特攻でサターンも目覚め、「幻の銀水晶」の光で世界が救われると転生したほたるを連れて街を去った。
第4部ではみちるとせつなとの三人でほたるを育てる誓いを込め、薬指に指輪をはめて家族のように暮らしていた。ほたるには『はるかパパ』と呼ばれ、おしめ替えと遊び相手を担当。ほたるの養育の傍らでテストレーサーの仕事に専念していたが、デッド・ムーンが現れても変身できず、うさぎに必要とされていないと落ち込むが、覚醒したほたるにセーラークリスタルを授けられてうさぎ達の窮地に駆けつける。
うさぎに正体をバラした後やデス・バスターズ崩壊後は女性形態で過ごし、番外編ではみちると同じ無限学園の女子制服を着ている。第5部では青春を夢見てうさぎ達と同じ十番高校に編入した。うさぎの親友・大阪なるとも昼食を取る仲の様子。所属の陸上部ではエース部員で、新入部員の星野光に記録を更新されて悔しがった。シャドウ・ギャラクティカの調査に「ミランダ・キャッスル」へ向かうが、セーラーギャラクシアにセーラークリスタルを抜かれて消滅する。ギャラクシアの傀儡にされてセーラームーンに倒され、ギャラクシーコルドロンの海でうさぎと再会。数年後のうさぎと衛の結婚式に出席した。

### 初代テレビアニメ
男装の麗人であり実存主義的アンチヒーローとして登場。一人称は「僕」。月野うさぎ達を「子猫ちゃん」と呼ぶ。男性的な女性で、恋愛対象も女性。キザなプレイボーイ風の人物で、みちるは相棒であり恋人。使命のためなら手段を選ばない一面があり、『S』ではセーラームーンを邪魔者とみなして敵対した。
ウラヌスとしてはシルエットで初登場。ウラヌス形態を除いて女性的な服は着ない。青年の顔つきと体格で初登場し、うさぎと美奈子に憧れられるが、性別が判明してうさぎと美奈子は失恋する（しかし当の本人は希望を持たせようとした）。以降は男装の少女として作画される。ナンパ癖があるものの、みちるが男に言い寄られていると不機嫌になる。みちる曰く「モテる男は嫌い」。
みちるに『女の子』、うさぎ達にも『女の人』と呼ばれ、モノローグではクイーンを自称したことからも性自認は女性。美奈子には「自分が普通の女子高生だったらと思ったことはあるか」と聞かれたことも。ただし、放送当時のアニメ誌では三人称を「彼」とされた。
自由な風に憧れ、中学時代は天才女子陸上選手として優勝を総なめにしたが満たされず、男性たちに混じってモータースポーツにのめりこんでいった過去を持つ。中学時代に先に覚醒したみちると運命的な出会いを果たし、ダイモーンの攻撃で負傷した彼女を守ろうとウラヌスに初変身。それからはネプチューンと一緒にデス・バスターズと戦ってきた。
『S』では「ピュアな心の結晶」に隠されているという三つの「タリスマン」と、世界を救う力を持つ「沈黙のメシア（救世主）」を探していた。ピュアな心を抜き取られた者はやがて衰弱死してしまうので、タリスマンになるピュアな心の持ち主を殺してしまう覚悟だった。「どうせこの手は汚れている」「何を犠牲にしても」と決意し、みちるに「私はあなたの手が好きよ」と手を握られる。
第110話ではタリスマンの持ち主が分かったというユージアルに呼び出され、うさぎからコズミックハートコンパクトを取り上げる。ユージアルの罠から自分を助けようとしたネプチューンがユージアルの捕獲銃に撃たれ、そのピュアな心がタリスマンに変わるのを見て愕然とし、「これが僕たちの受ける報いなのか」とメシアに問いかけた。助けに来たうさぎがメシアに見えたと呟き、うさぎに後を託して「自分だけの世界に行くなんてずるいじゃないか」とネプチューンの後を追い、自身に捕獲銃を撃って倒れていった。
しかし、セーラープルートの出現で三つのタリスマンが揃うと、タリスマンからピュアな心が分離して息を吹き返し、タリスマン「スペース・ソード」を操るようになる。以降はプルートを仲間に加え、タリスマンが揃った時に現れた「伝説の聖杯」の真の持ち主であるメシアを探しながら、破滅と誕生の戦士・セーラーサターンの生まれ変わりである土萠ほたるの命を狙ったが、セーラームーン達に阻止される。
最終決戦ではプルートの犠牲に救われて無限学園に乗り込むものの、ミストレス9に聖杯強奪の人質にされる。構わずセーラームーンに聖杯を守らせようとしたが、セーラームーンはミストレス9の奸計に騙されて聖杯を明け渡し、ファラオ90をパワーアップさせてしまう。世界の終わりが近づき、サターンまでも復活してセーラームーンを非難するが、予想に反してサターンはファラオ90の消滅に動いていく。聖杯を失った状態でサターンを助けようともがくセーラームーンに心を打たれ、彼女に力を送って結末を見届けた。
世界が救われると、ほたるのために世界を滅ぼしかけたセーラームーンを攻撃するが、それはサターンをも味方にした彼女を「真のメシア」と確信した上での芝居であり、未来のクイーンとしての力を現したセーラームーンの覚悟を確認して和解。みちると街を去る。
第4期『SuperS』にはスペシャルおよび劇場版にしか登場していない。第5期『セーラースターズ』には時折登場する。
「アニメイトカセットコレクション」によると、魚屋やゲイバーでバイトしたことがある。
『スターズ』では土萠教授からほたるを預かったプルートと再会し、ギャラクシアの陰謀によって急成長したほたるを世話した。ネヘレニア編ではマーキュリーとペアを組む。スリーライツ、特にみちるに接触した上にうさぎに付きまとう星野光を目の敵にする。
最終決戦では劣勢を悟ってギャラクシアに下り、プルートとサターンを倒してしまうが、その目的はギャラクシアを油断させて倒すことだった。しかしギャラクシアに返り討ちされ、星野の正体・セーラースターファイターにセーラームーンを託し、「これが僕たちのやり方だから」とネプチューンと手を繋いで倒れていく。その後、心を取り戻したギャラクシアにスターシードを返されて復活し、星野がうさぎを衛に託して帰っていくのを見届けた。

### ミュージカル版
バンダイ版では初代テレビアニメ版に近い設定で登場する。十番高校に転入した設定の作品でも男子制服を着用。また、一部の公演では原作・初代テレビアニメでは見せなかったみちるとのコントも見せていた。

## セーラーウラヌス
天王星を守護星に持つ天空と飛翔の戦士。ミュージカルでは「戦いの戦士」「疾風の戦士」も自称。外部太陽系三戦士の1人で、遠い宇宙を監視する存在。風のように速く走り、肉弾戦も得意。攻撃を司る剣のタリスマン「スペース・ソード」を持つ。外部太陽系戦士の事実上のリーダー格。
コスチュームの色はダークブルー。金色の胸のリボンとダークブルーの腰のリボン、金のフープピアス（初代テレビアニメでは男らしさを意味する左耳ピアス）、ネプチューンと同じ無地の襟と短い手袋、ハイヒールのショートブーツを着用する。
原作、『Crystal』シリーズ
風と光を操る。ネプチューン曰く「男であり女でもある、双方の性と双方の強さを持つ戦士」。決め台詞は「風の星！天王星を守護にもつ天空の戦士！セーラーウラヌス！」（原作第3部及び『Crystal』）、「天空の星・天王星を守護に持つ飛翔の戦士セーラーウラヌス！」（原作第4部・『Eternal』・初代テレビアニメ『スターズ』）。『Crystal』及び『Eternal』での名乗りシーンの背景は、天王星と紅白の薔薇の花。
初代テレビアニメ
風と重力を操る。決め台詞は「天王星の風騒ぐ 新たな時代に誘われて セーラーウラヌス華麗に活躍！」。抜群のパワーとスピードで、いままでのセーラー戦士たちを上回る攻撃力を発揮する。敵の強さを表現するにあたり、「ウラヌスですら適わない＝強い敵」と演出される。
ミュージカル
バンダイ版ミュージカルでは、切り込み隊長のように先制攻撃を仕掛けることが多く、「パワーならジュピター、格闘ならウラヌス」と評された。
備考
天王星の英名ウラヌスの語源となったギリシャの神ウラヌスはゼウスの祖父、息子クロノスの反乱で男性器を切り落とされた先代の天空神で、「男でも女でもある」（男にも女にも当て嵌まらない）性質の取材元と言える。スペース・ソードのモデルは三種の神器の天叢雲剣（草薙剣）。
占星術上の天王星は長い時間をかけて人々や社会などに変革をもたらし、新たな時代を導く星とされる。天王星は慣習に従って神話上の神の名を付けられており、天体の外見・運行上の特徴や五行思想との関わりは希薄。外部太陽系戦士の技は「神話から取材した背景イメージの上でボイジャー2号の惑星探査データに基づく惑星を模した光の玉をぶつける」演出で描写された。

### パワーアップ形態
スーパーセーラーウラヌス（原作第3部、初代テレビアニメ『スターズ』、劇場版『Eternal』）
原作ではスーパーセーラームーンの力で、初代テレビアニメではスーパーセーラーサターンの力でパワーアップした姿。パワーとスピードがアップした。
腰のリボンが伸び、ハートのブローチ、肩の透明なフリル、襟の一本線を追加。初代テレビアニメではこの形態から両耳にピアスを飾る。手袋は原作では長くなるが、初代テレビアニメでは短いまま。
エターナルセーラーウラヌス（原作第5部、『Eternal』）
原作漫画と『Eternal』での最終形態。エターナルセーラームーンと同時に変身した姿。
宝石類が星型で統一。エターナルセーラームーンのように透明な肩の球体、二段スカート、紐状の腰のリボン、白いロングブーツを追加した。
プリンセス・ウラヌス（原作第4部、劇場版『Eternal』）
新しい聖杯が誕生して変身した天王星のプリンセスの姿。天王星にセーラープリンセスの城「ミランダ・キャッスル」を持つ。
ベルトを脇下に飾ったタンクトップ風のマーメイドドレスを着用。スカートの切れ込みからシースルーの飾り布がのぞく（『Eternal』ではマント風）。

### アイテム

#### 変身アイテム
変身リップロッド（初代テレビアニメ『S』 - スターズ第1話）
リップスティックをイメージした青いステッキ。青い玉（Vの飾り入り）がついている。リップグロスとして玩具販売された。
ウラヌス・クリスタル（原作第4部、『Eternal』）
再覚醒したほたるの力で目覚めたウラヌスのセーラークリスタル。青いハートの宝石で、スーパーセーラーウラヌスとエターナルセーラーウラヌスの変身アイテム。

#### 魔具
宇宙の剣
攻撃を司るタリスマン。モデルは草薙の剣。疾風のエネルギーを帯びる光の剣。持ち歩きも可能な短剣の形。
原作
クリスタルの刃を持つ青と銀のダガータイプ。クリスタルの刃は伸縮自在で、使用時にはロングソードに伸びてエネルギーの光を纏う。タリスマン同士の共鳴でも同じことが起きる。
初代テレビアニメ
宝石入りの銀の鞘に入った金のシャムシールタイプ。使用時は鞘を抜き、真っ赤な刃にエナジーの光を纏わせて斬撃を飛ばす。劇場版『SuperS』ではビームソード状に刃を伸ばした。
『Crystal』
原作と初代テレビアニメを足して割った形。宝石入りの銀の鞘に入った青と銀のシャムシールタイプで、使用時は刃を伸ばしてロングソードに変形する。

#### その他
通信機（初代テレビアニメ『S』）
みちるとお揃いのブレスレット型通信機。正式名称は不明。守護星マークをデザインした青いカプセルタイプで、大きな鎖のバンドをつけている。
薄紫のスカーフ（初代テレビアニメ『S』）
テレビアニメ第96話「冷酷なウラヌス? まことのピンチ」に登場。
横断歩道でバイクを接触させ、うさぎを庇って擦り傷を負わせてしまったまことの手に巻いたスカーフ。

### 変身呪文
ウラヌス・プラネットパワー！メイクアップ！（原作第3部、初代テレビアニメ『S』、『Crystal』）
原作
手を掲げて叫ぶと、強い光に包まれる。
初代テレビアニメ
「ウラヌス・プラネットパワー！」と叫んでリップロッドの守護星マークを光らせ、青いマニキュアを塗った手でリップロッドを握って「メイクアップ！」と叫ぶ。金色に光るリップロッドでジェット音を鳴らして円陣を描き、吹き上がる風を浴びてレオタードを纏うと、地割れのエフェクトが入る。変身完了すると前髪をかき上げてパステルピンクの光のルージュを唇にさし、守護星マークの前で腰に手を当てるポーズを決める。
『Crystal』
リップロッドを使わず、手を掲げて光のマニキュアを塗り、守護星マークを額に光らせて呪文を唱える。マニキュアも変身の光と同じ金色に変更された。円陣から風を吹き上げるとスカートも纏い、直後に手袋・ブーツを装着するプロセスも追加された。変身完了するとルージュを唇に光らせ、守護星マークを消してティアラが装着される。
ウラヌス・クリスタルパワー！メイクアップ！（原作第4部、劇場版『Eternal』）
胸の中のウラヌス・クリスタルを光らせて変身する。
『Eternal』
青い守護星マークを額に光らせ、手を掲げてマニキュアを塗る。基本動作はプラネットパワーから引き継がれ、変身完了すると、天王星と守護星マークを背景にポーズを決める。

### セーラーウラヌスの必殺技
天界震
原作
手のひらから強力な風の波動を発射する。
初代テレビアニメ
掲げた握りこぶしの中に金色の光を生み出し、体を回して地面に拳を叩き付け、エネルギーを帯びた惑星型の光の玉を炸裂させる。疾風の速さで転がる光の玉は這うように地面を砕き、命中した敵を震えさせて引き裂く。天界の力や地震エネルギーを宿している。
ゲーム
3DO対戦格闘ゲームでは地を這う光の玉を炸裂させて大ダメージを与える。
『ANOTHER STORY』では地面を砕く効果が強調された。
『Crystal』
金色に輝く守護星マークを浮かべ、金色の光の玉を手から発射する技になっている。
『Eternal』
初代テレビアニメをリメイクした基本動作だが、光る溶岩の玉を掲げて光の玉にして放つ技となっている。
宇宙剣乱風
原作
エネルギーの光を帯びた宇宙の剣で敵を切り裂く。初使用では「わが魔具タリスマン 汝の御力 示したまえ われを保護せよ!」と叫んで攻撃している。
初代テレビアニメ
スペース・ソードを振りかざし、風の速さでエナジーの斬撃を飛ばす。敵の数に対応して斬撃の数も変えられる（単体型の刃は金色で、複数型の刃は濃いピンク色）。
『S』124話と『スターズ』190話では斬撃を爆破させた。
ゲーム
スーパーファミコン版の対戦格闘ゲームではスペース・ソードを振りかざして斬撃を発射する。
プレイステーション版とセガサターン版の対戦格闘ゲームでは稲妻を落としてスペース・ソードを召喚し、斬撃を地に這わせて相手に大ダメージを与える。
『Crystal』
原作と同じ言葉を唱えるが、初代テレビアニメの「ワールド・シェイキング」と「スペース・ソード・ブラスター」を合わせた演出が入る。スペース・ソードの切っ先に光の玉をまとわせ、振り下ろして発射する。光の玉は分裂しながら地を這うように進み、三日月カッターに変化して敵に襲い掛かる。
『Eternal』
『Crystal』の基本動作を引き継いでいるが、三日月カッターが球体に変更されている。
宇宙乱気流（原作第五部、劇場版『Cosmos』）
原作
エターナル形態の最強技。凄まじい乱気流を上空から広範囲に降り注ぐ。
『Cosmos』
光のエネルギーを握っていた右手をあげ、生み出した光の玉で左手の持つ空気の玉と融合し、両腕を下に交差させて光の玉を放つ。
ギャラクティカ宇宙乱気流（原作第五期、劇場版『Cosmos』）
ギャラクシアに操られて使用した宇宙乱気流。右手から乱気流の渦を放つ。
ウラヌス・ワールド・アタック（格闘ゲームのみ）
全身に風のエネルギーを纏わせて突進し、アッパーを繰り出す。
ダイビング・ガイアクラッシュ（ゲームのみ）
パイルドライバーに似た技で、掴んだ相手を空高くから地上に叩きつける。
デストラクティブ・カーニバル（ゲームのみ）
ゲーム内の超必殺技で、前方に猛ダッシュしながら乱舞をお見舞いし、最後にダイビング・ガイアクラッシュで地上に叩きつける。
サマーソルトキック（ゲームのみ）
後ろに宙返りしながら蹴る技。
エアー・スラッシュ（ゲームのみ）
両腕を広げた状態で空中に体を1回転させ、相手を打ち倒す。
スパイラル・バスター（ゲームのみ）
ダイビング・ガイアクラッシュに似た技で、掴んだ相手と共に回転しながら降下する。

## キャスト
声優
- 緒方恵美（テレビアニメ）
- 皆川純子（『Crystal』シリーズ）

女優
- 木村早苗（バンダイミュージカル版・初代）
- 高木ナオ（バンダイミュージカル版・2代目）
- 波多乃万莉（バンダイミュージカル版・3代目）
- 中山旦子（バンダイミュージカル版・4代目）
- 汐月しゅう（ネルケミュージカル版・5代目）